# Papilio multicaudatus
Papilio multicaudatus (soms foutief als multicaudata gespeld) is een vlinder uit de familie van de pages (Papilionidae).
Papilio multicaudatus is te vinden in het westelijk deel van Noord-Amerika en in Mexico. De vlinder heeft een spanwijdte van ongeveer 9 tot 13 centimeter. Beide achtervleugels dragen twee staartjes. De rups is groen, en kleurt oranjerood in het laatste stadium voor de verpopping. Hij is polyfaag op bomen en struiken, met een voorkeur voor Fraxinus, Prunus en Ptelea. De rups maakt een schuilplaats van bladeren.
Het aantal jaarlijkse generaties varieert van één in het noorden van het areaal, tot diverse in het zuiden. De soort overwintert als pop.